# Bročice
Bročice is een plaats in de gemeente Novska in de Kroatische provincie Sisak-Moslavina. De plaats telt 967 inwoners (2001).